# Grumman F8F Bearcat
El Grumman F8F Bearcat, anomenat Ós per les seves tripulacions, fou un avió de caça monoplà nord-americà durant la Segona Guerra Mundial, creat per operar des dels portaavions nord-americans, va ser l'últim dels caces embarcats amb motor a pistó dissenyats per aquesta companyia, sèrie que havia començat amb el Grumman FF el 1931.

## Desenvolupament i disseny
L'F8F fou concebut per a ser capaç d'operar des de portaavions de totes les mides i per ser utilitzat primordialment com a caça d'intercepció, tasca que exigia una excel·lent maniobrabilitat, bones prestacions a baixa cota i una alta velocitat de grimpada. Perquè els prototips XF8F-1 encarregats el 27 de novembre del 1943 tinguessin aquestes característiques, Grumman va seleccionar el voluminós motor Pratt & Whitney R-2800, que ja havien utilitzat en els seus predecessors: el Grumman F6F Hellcat i el Grumman F7F Tigercat.
El XF8F-1, que va realitzar el seu primer vol el 21 d'agost de 1944, no només resultà més petit que l'excel·lent F6F Hellcat de la US Navy, sinó que també era un 20% més lleuger, podia enfilar un 30% més ràpid i desplaçar-se a una velocitat 80 km/h superior. D'altra banda, a més de superar els requeriments estimats, el model de Grumman va començar a ser lliurat en la seva versió de sèrie al febrer de 1945, tan sols sis mesos després del primer vol del prototip. En comparació amb el Vought F4O Corsair, el F8F-1 era marginalment més lent, però posseïa una millor maniobrabilitat i una major velocitat de grimpada.

## En servei
Al mes de novembre de 1943, la US Navy va encomanar a Grumman la fabricació de diversos prototips del F8F. El primer d'aquests va volar el 21 d'agost de 1944, tan sols 9 mesos després. El febrer de 1945 va sortir de les línies de muntatge el primer Grumman F8F i el 21 de maig d'aquest mateix any el primer esquadró de Bearcat va ser declarat operacional. No obstant això, la Segona Guerra Mundial va acabar sense que l'avió pogués mostrar les seves extraordinàries qualitats en cap combat.
Durant la postguerra, el F8F es va convertir en un dels principals caces de la Marina dels Estats Units, equipant un total de 24 esquadrons de caces. Usualment, se'l qualifica d'un dels millors caces a pistó construïts als Estats Units, encara que clarament superats per caces com el Ta 152H Alemanys. La seva capacitat per a l'acrobàcia aèria va néixer perquè la US Navy va triar al Bearcat per a formar part del seu grup acrobàtic d'elit Blue Angels des de l'any 1946-1950 (any en què l'equip es va dissoldre temporalment a causa de la Guerra de Corea). A la dècada dels 50, el Bearcat fou reemplaçat pels caces de reacció Grumman F9F Panther i McDonnell F2H Banshee, que foren de millors prestacions.
En 1946, un F8F-1 sense cap modificació va establir un rècord de grimpada (després d'una correguda d'enlairament de tan sols 30 metres) de 3.000 metres en 94 segons. El Bearcat mantingué aquest rècord per 10 anys fins que un caça de reacció el va superar (encara que aquests no podien superar la curta carrera d'enlairament del Bearcat). Alguns F8F van ser transferits a França i molts d'aquests avions van participar, a principis de la dècada dels 50, com caces bombarders a la Guerra d'Indoxina.

## Curiositats
- El pilot de proves del Bearcat va ser el famós Corwin "Corky" H. Meyer, que va dur a terme tasques similars per al Grumman F6F Hellcat, el F7F Tigercat, el F9F Panther, el XF10F Jaguar i en els diferents models del F11F Tiger.

- A més del pilot de proves "Corky" Meyer, un altre nom famós està associat al Bearcat; quan li preguntaven quin era el seu avió favorit, la resposta immediata de l'astronauta Neil Armstrong era el "Bearcat".

## Especificacions

### Característiques generals
- Tripulació: 1 pilot
- Longitud: 8,61 metres (28 Ft)
- Envergadura: 10,92 m (35 Ft)
- Altura: 4,21 m (13 Ft)
- Superfície alar: 22,67 m² (244 Ft²)
- Pes en buit: 3.207 Kg (7,070 Lbs)
- Pes carregat: 4.354 Kg (9.600 Lbs)
- Pes màxim a l'enlairar-se: 5.873 kg (12.947 Lb)
- Planta motriu: 1 × motor radial de dues fileres Pratt & Whitney R-2800-34W Double Wasp amb 2.300 Cavalls (1.715 kW)

### Rendiment
- Velocitat màxima: 678 km/h (421 mph)
- Radi d'acció: 1.778 km (1.105 milles)
- Sostre de servei: 11.796 metres
- Càrrega alar: 192,1 kg/m²

### Armament
- Metralladores: 4 × metralladores Browning M2 de calibre 12,7 mm; o 4 × canons automàtics AN/M3 de calibre 20x110 mm
- Coets: 4 coets no guiats de calibre 127 mm
- Bombes: Fins a 3 bombes de 454 kg